# Coscinia flavescens
Coscinia flavescens är en fjärilsart som beskrevs av Barend J. Lempke 1961. Coscinia flavescens ingår i släktet Coscinia och familjen björnspinnare. Inga underarter finns listade i Catalogue of Life.